# Mesquita de Bengkudu

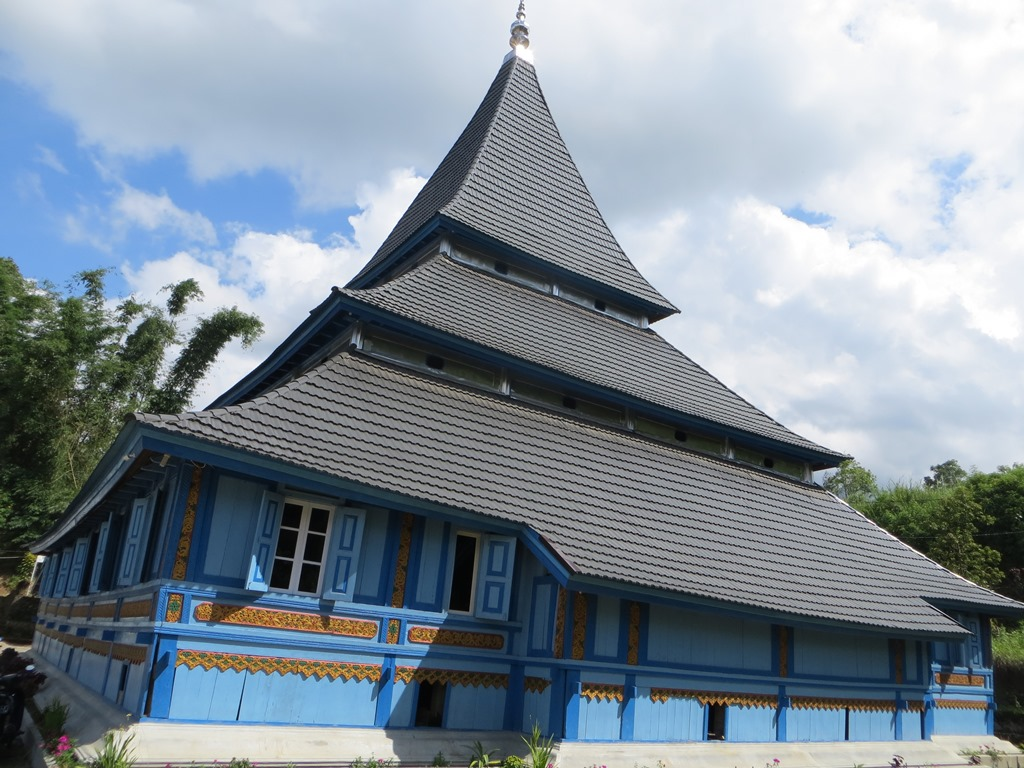
A mesquita.

A Mesquita de Bingkudu (às vezes escrita ou mencionada como Mesquita Bengkudu ou Mesquita Jamik Bingkudu) é uma das mais antigas mesquitas da Indonésia, fundada em Padri no decorrer da Guerra de Padri em Sumatra Ocidental em 1823. Esta mesquita com a arquitetura típica do estilo de Minangkabau está situada em Jorong Bingkudu, Nagari Canduang Koto Laweh, distrito de Canduang, Regência Agam, Sumatra Ocidental. Quando foi construído, o edifício da mesquita era feito de madeira, no chão, no poste e na parede.
Atualmente, além de ser usada para atividades de adoração islâmica e um meio de educação religiosa para estudantes, a Mesquita de Bingkudu também é usada como sede da Equipe de Coordenação de Erradicação da Pobreza de Jorong Bingkudu. Também foi designado pelo governo da Regência Agam como patrimônio cultural em 1989. Assim, em 1991, a mesquita começou a sofrer uma restauração geral.

## Arquitetura
A mesquita está localizada no sopé do Monte Marapi, a uma altitude de 1.050 m acima do nível do mar, e foi construída em um terreno de 60 x 60 metros quadrados, com uma área construída de 21 x 21 metros.

## Restauração
Anteriormente, o telhado da mesquita foi substituído por zinco em 1957. Este trabalho foi feito pela comunidade local, considerando a condição do telhado feito de fibra que havia resistido pela idade. Dois anos mais tarde, a mesquita foi designada como patrimônio cultural e entregue a Regência Agam em 1989, pela qual a mesquita foi completamente restaurada. De modo que o material do telhado que foi substituído em zinco foi devolvido às fibras, e as partes desgastadas foram substituídas e repintadas como a construção original. A restauração da própria mesquita em 1989 foi realizada pela Conservação e Utilização de Projetos Históricos e Arqueológicos da Sumatra Ocidental, com foco na cobertura, no teto, na janela e no minarete. Foi seguido pela restauração de um túmulo, área do abdesto, mimbar, mirabe, lagoa e instalação de pára-raios no minarete, arranjo ambiental e construção de portão.